# Капустный салат
Капу́стный сала́т — овощной салат, основным ингредиентом которого является капуста. Помимо капусты в салат могут входить такие ингредиенты, как краснокочанная капуста, сладкий перец, тёртая морковь, репчатый лук, тёртый сыр, ананас, яблоко, которые смешивают с салатной заправкой на майонезе или сливках. Также могут добавляться различные приправы, такие как семена сельдерея. Капуста режется на мелкие кусочки, квадраты или шинкуется соломкой. В вариантах салата вместо белокочанной капусты может браться измельчённая сырая брокколи. Популярные заправки — сливки, сметана или пахта на юге США.

## В национальных кухнях

### В русской кухне
В русской и советской кухне салаты из свежей капусты выступают как самостоятельным блюдом, так и гарниром к холодным и горячим мясным и рыбным блюдам. Их готовят как из белокочанной, так и краснокочанной капусты. Нашинкованную и перетёртую с солью капусту отжимают и обычно два-три часа маринуют в уксусном растворе, добавляют тёртую сырую морковь, заправляют сахаром и растительным маслом и сервируют с рубленым зелёным луком. Салаты из предварительно отваренной цветной капусты заправляют соусом из смеси растительного масла со сметаной и яичным желтком. Салат из квашеной белокочанной капусты с клюквой и мочёными яблоками называется «капуста провансаль».

### В немецкой кухне
Традиционный немецкий салат из капусты «кра́утсалат» (нем. Krautsalat) готовят из мелко нашинкованной белокочанной или краснокочанной капусты с нарезанным кубиками яблоком в маринаде из растительного масла с уксусом.

### В итальянской кухне
В Италии готовят салат insalata capricciosa («причудливый салат») из капусты с варёной ветчиной и нарезанным соломкой обжаренным сладким перцем.

### В польской кухне
Различные салаты из капусты обычно подают в качестве гарнира со вторым блюдом на ужин, вместе с мясом и картофелем. Специального рецепта капустного салата нет, но, как правило, эти салаты готовятся из измельчённой белокочанной капусты (нередко из красной или китайской капусты), мелко нарезанного лука, измельчённой моркови, зелени петрушки или укропа. Салаты приправляют солью, чёрным перцем и щепоткой сахара, а также сбрызгивают маслом (обычно подсолнечным или рапсовым) и уксусом. Заправка на майонезной основе встречаются редко. К жареной рыбе обычно подают салат из квашеной капусты, выжатой для избавления от избытка солёного рассола, моркови, лука, чёрного перца с добавлением сахара и масла.
Любой простой салат такого типа, то есть приготовленный из измельчённых сырых овощей, известен под названием surówka («сырой»). Если основным ингредиентом является капуста, то его называют surówka z (kiszonej) kapusty, то есть «салат из (квашеной) капусты». Английское название «coleslaw» в основном ассоциируется с капустой, заправленной майонезом.

### В шведской кухне
В Швеции существует салат из капусты, приготовленный с уксусом, растительным маслом, солью и приправами, который по традиции подается с пиццей и известен как pizzasallad. Салат с добавлением моркови и лука-порея называется veckosallad (недельный салат) за его хорошую сохраняемость. Название «coleslaw» применяется для салата из капусты с морковью и заправкой на основе майонеза и, как правило, считается частью американской кухни.

### В британской кухне
Салат из капусты часто готовят с морковью и заправляют майонезом или салатной заправкой (salad cream) из масла и яичного желтка. В некоторые рецепты входят тёртый сыр, такой как чеддер, орехи (например, грецкие) и сухофрукты, обычно изюм.

### В американской кухне
«Коулсло», но также встречаются неточные названия «коул-слоу», «коулслоу», «слоу» (англ. coleslaw от нидерл. koolsla, «салат из капусты») — популярный салат американской кухни из нарезанной сырой капусты, моркови и репчатого лука. Заправляется обычно смесью из  майонеза, уксуса, йогурта или кефира, горчицы, сахара, соли и чёрного перца. Приготовление салата из маринованных (квашеных) овощей увеличивает его срок хранения.
Название «coleslaw» появилось в XVIII веке как англицизация голландского слова «koolsla», означающего «салат из капусты». В свою очередь, «kool» происходит от латинского colis «капуста».
Кулинарная книга 1770 года «The Sensible Cook: Dutch Foodways in the Old and New World» содержит рецепт, приписываемый голландской домовладелице автора, в котором нарезанные листья капусты заправляются топлёным маслом, уксусом и маслом. Современный рецепт салата коулсло относительно молод, поскольку майонез был изобретён только в середине XVIII века. Согласно кулинарной книге «The Joy of Cooking» (1997), сырая капуста является единственным постоянным ингредиентом коулсло. Сорт капусты, заправки и другие ингредиенты сильно различаются от рецепта к рецепту. В салат могут входить уксус, майонез, заправки на основе сметаны; бекон, морковь, сладкий перец, ананас, яблоки, солёные огурцы, лук и травы.

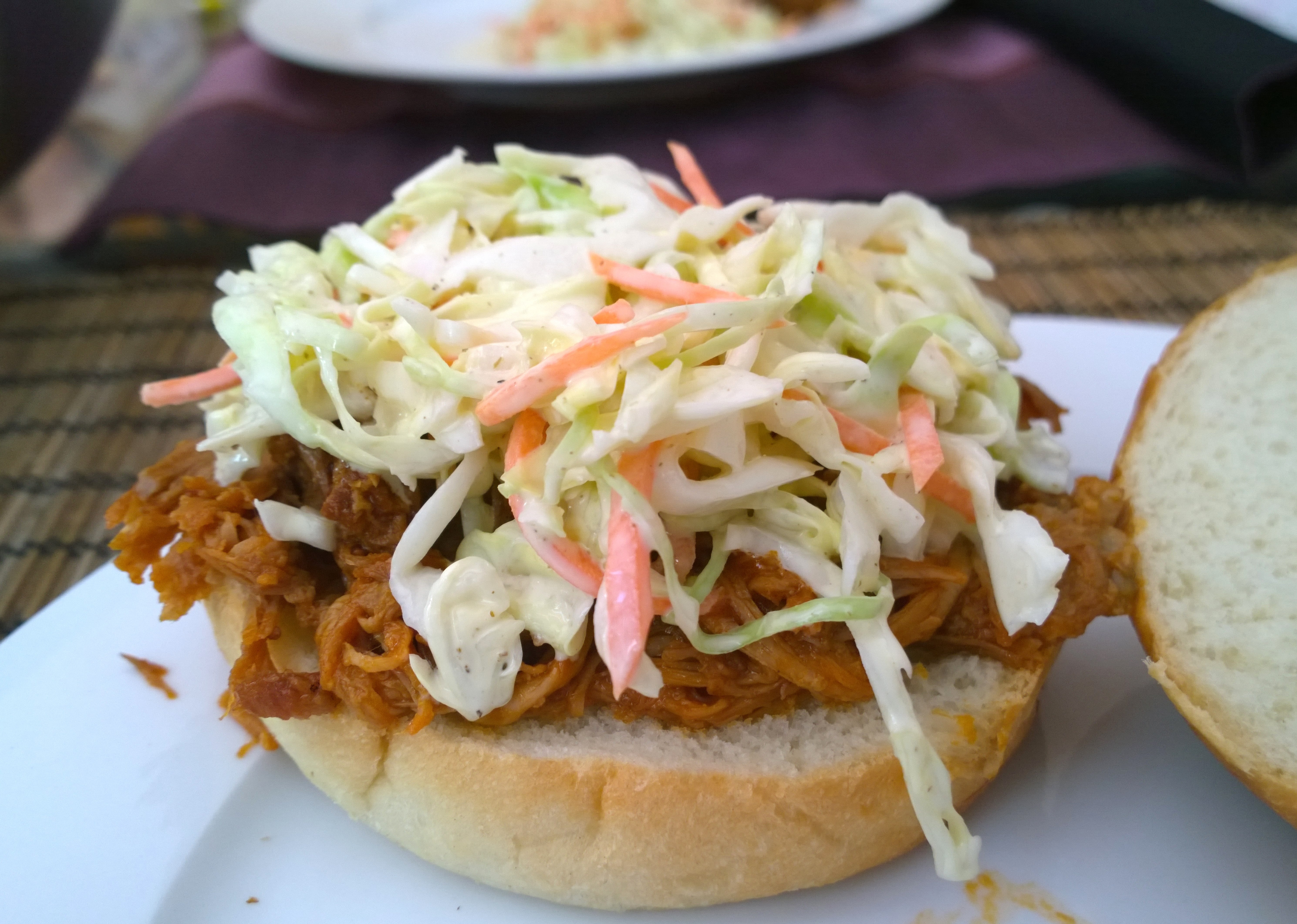
Гамбургер со свининой и коулсло

Коулсло обычно подают как гарнир к жареной курице или мясу на гриле, дополнительно он может сопровождаться картофелем фри или картофельным салатом. Коулсло также используют для приготовления бутербродов/сэндвичей, гамбургеров и хот-догов, наряду с перцем чили и острой горчицей.
В США коулсло часто заправляют пахтой, майонезом или его заменителями, а также добавляют морковь, хотя существует много региональных вариаций. Также распространены рецепты с заправкой из горчицы или уксуса, без добавления молочных продуктов и майонеза. Салат «барбекю сло» (barbecue slaw), также известный как «красный сло» (red slaw), вместо майонеза заправляется кетчупом и уксусом. Его часто подают к Северно-Каролинскому барбекю, в том числе к барбекю Лексингтона, где, в отличие от остальной части штата, преобладает «красный сло».